# Prefectura
El término prefectura ha sido usado para denominar un órgano de gobierno o área territorial desde los tiempos del emperador romano Diocleciano, a través del Dominado, el cual dividió el imperio en cuatro prefecturas, cada una dividida en diócesis. De forma similar a un Estado o una ciudad, tenían un amplio autogobierno, aunque debían fidelidad a Roma. El prefecto era la cabeza de la prefectura.

## Francia
En Francia, una prefectura (préfecture en francés) es la ciudad capital de un departamento (département). Por extensión, es también el nombre de uno de los órganos de gobierno del departamento y también del edificio que alberga tal órgano de gobierno. Al designar una ciudad, el término prefectura suele emplearse también como sinónimo de capital del distrito (Chef-lieu). Francia cuenta con 101 prefecturas.
El prefecto es un funcionario público representante del Estado en un departamento o una región, los cuales son a la vez una división administrativa y colectividades locales. El prefecto dirige directamente el distrito (arrondissement) administrativo, subdivisión del departamento, donde se encuentra la prefectura, delegando sus competencias al Secretario General de la Prefectura, que hace las veces de subprefecto para el distrito.
Los otros distritos son dirigidos cada uno por un subprefecto, que reside en la subprefectura o capital del distrito.
El prefecto del departamento donde se encuentra la capital del distrito de la región lleva siempre el doble título de «Prefecto de la Región de X..., Prefecto del Departamento de Y...» (o viceversa), y entre sus servicios está la función de vigilar los límites de las competencias regionales.
El dominio marítimo es también igualmente de prefecturas.

## Otros países
- Grecia entre 1833 y 1836, y desde 1845 hasta 2010 se encontraba dividido en 51 prefecturas o nomos.
- Japón está dividido en 47 jurisdicciones territoriales denominadas prefecturas.[1]
- En la República Popular China el nivel de prefectura se utiliza para referirse a una división intermedia entre los niveles de la provincia y el condado.
- República Centroafricana se divide en 16 prefecturas, divididas a su vez en 71 subprefecturas.
- Chad se encontraba dividido en 14 prefecturas, hasta 1999 cuando fue dividido en 28 departamentos y posteriormente en 22 regiones en 2002.
- Guinea se divide en 8 regiones administrativas, subdivididas en 33 prefecturas.
- Marruecos se divide en 12 regiones, subdivididas en 45 provincias y 13 prefecturas urbanas.
- Togo se divide en 5 regiones, subdivididas en 30 prefecturas.